# Horčápsko
Horčápsko (en allemand : Hortschap) est une commune du district de Příbram, dans la région de Bohême-Centrale, en République tchèque. Sa population s'élevait à 91 habitants en 2020.

## Géographie
Horčápsko se trouve à 3,8 km au nord-est de Březnice, à 12 km au sud de Příbram et à 64 km au sud-ouest de Prague.
La commune est limitée par Chrást au nord-ouest, par Tochovice au nord et à l'est, par Starosedlský Hrádek par sud-est, et par Březnice au sud et au sud-ouest.

## Histoire
La première mention écrite de la localité date de 1313.

## Administration
La commune se compose de deux quartiers :
- Horčápsko
- Stará Voda

## Transports
Par la route, Horčápsko se trouve à 4,5 km de Březnice, à 19 km de Příbram et à 71 km de Prague.